# Amorphophallus kachinensis
Amorphophallus kachinensis är en kallaväxtart som beskrevs av Adolf Engler och Karl Gehrmann. Amorphophallus kachinensis ingår i släktet Amorphophallus och familjen kallaväxter. Inga underarter finns listade.